# Dominique Pitsaer
Marie Joseph Dominique Pitsaer (Tienen, 30 mei 1853 - Rumsdorp, 3 juni 1912) was een Belgisch volksvertegenwoordiger en burgemeester.

## Levensloop
Landbouwer van beroep werd Pitsaer gemeenteraadslid (1885) en burgemeester (1886) van Rumsdorp. Hij werd ook provincieraadslid voor de provincie Luik van 1885 tot 1897.
Hij werd katholiek volksvertegenwoordiger voor het arrondissement Borgworm in september 1897, in opvolging van de overleden Hyacinthe Cartuyvels en vanaf 1900 tot aan zijn dood vervulde hij dit mandaat voor het arrondissement Hoei-Borgworm.